# Урядова криза в Італії (2022)
Урядова криза в Італії сталася у липні 2022 року. Коли на початку липня Рух п'яти зірок відмовився від підтримки уряду національної єдності Маріо Драґі у зв'язку з законопроєктом про економічне стимулювання для протидії енергетичній та економічній кризі, що триває. 
14 липня, незважаючи на те, що прем'єр-міністр Драґі значною мірою виграв вотум довіри, подав у відставку, яка була відхилена президентом Серджіо Матареллою. 21 липня Драгі знову подав у відставку після того, як новий вотум довіри в Сенаті не пройшов абсолютною більшістю після дезертирства таких партій: Рух п'яти зірок, Ліга Півночі та Вперед, Італія; На наступний день Президент Матарелла все ж прийняв відставку Драґі та розпустив парламент. Пізніше Президент попросив Драґі залишитися на посаді для вирішення поточних справ. Дострокові вибори були призначені на 25 вересня 2022. 

## Події які передували
Загальні вибори 2018 року призвели до підвішеного парламенту.  З червня 2018 року до січня 2021 року тодішній незалежний політик Джузеппе Конте обіймав посаду прем'єр-міністра у двох різних кабінетах, один з яких підтримувався правою коаліцією (Перший уряд Джузеппе Конте), а інший - лівоцентристською коаліцією (Другий уряд Джузеппе Конте). У січні 2021 Маттео Ренці, лідер Italia Viva, та колишній прем'єр-міністр, відмовився від підтримки уряду Конте, що призвело до падіння уряду і спровокувало [[Урядова 
криза в Італії (2021)|урядову кризу]]. Після консультацій Президент Італії Серджіо Матарелла призначив Маріо Драґі, банкіра і колишнього президента Європейського центрального банку премьер-министром, щоб очолити уряд національної єдності, що складається з Рух п'яти зірок, Ліга Півночі, Демократична партія, Разом заради майбутнього, Вперед, Італія, Італія Віва тощо. 
Протягом 2022 року ходили чутки про можливе припинення підтримки Р5З уряду національної єдності, включаючи твердження про те, що Драґі постійно критикував Конте і просив засновника Руху Беппе Грілло замінити його. Конте часто критикував економічну політику уряду, особливо щодо доходів громадян, гарантованого мінімального доходу для італійських громадян, що живуть за межею бідності. Більше того, напруженість щодо військової допомоги Україні після російського вторгнення у 2022 році також викликала розкол у Р5З, коли міністр закордонних справ Луїджі Ді Майо покинув Рух у червні 2022 року, заснувавши свою власну політичну партію «Разом заради майбутнього» в опозиції на критику Конте щодо постачання зброї в Україну.. 
12 липня Драгі заявив, що піде у відставку, якщо Р5З перестане підтримувати уряд. 

## Політична криза

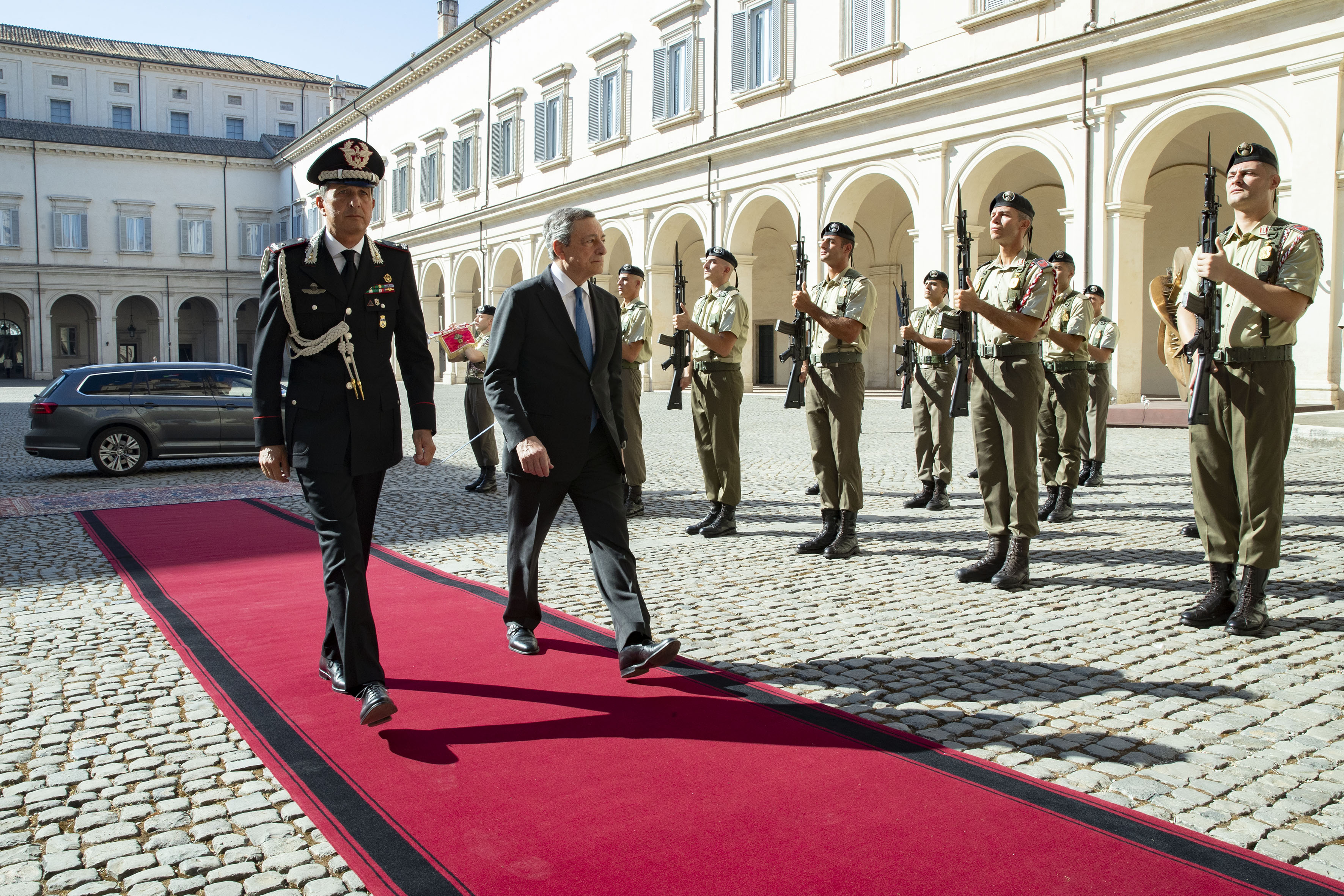
Прем’єр-міністро Маріо Драґі прямує до Квірінальського палацу щоб піти у відставку

Під час прес-конференції 13 липня 2022 року Конте оголосив, що Р5З утримається при голосуванні по урядовому законопроєкту, який запроваджує виплати у розмірі 23 мільярдів євро для протидії економічній та енергетичній кризі, викликані пандемією COVID-19 і російсько-українською війною. Конте заявив, що вважає пакет економічної допомоги сім'ям та малому бізнесу, запропонований урядом, «недостатнім для подолання кризи вартості життя». Рух також критикував проєкт будівництва заводу з переробки відходів в енергію в Римі, який вважали його небезпечним для навколишнього середовища.
14 липня ці законопроєкти були схвалені Сенатом Республіки 172 голосами за, що набагато перевищує поріг більшості, тоді Рух залишив залу Сената під час голосування. Незважаючи на те, що офіційно підтримка уряду не припинялася, цей крок був широко розцінений як явна опозиція політиці уряду і де-факто викликала політичну кризу в кабінеті Драґі.
Після саботажу Руху Драґі проконсультувався з президентом Матареллою щодо кризи. Через кілька годин Драґі подав у відставку з посади прем'єр-міністра;  відставку було негайно відхилено президентом Матареллою. В офіційній заяві, опублікованій президентською канцелярією, Матарелла запросив прем'єр-міністра виступити перед італійським парламентом, щоб пояснити політичну ситуацію, яка розвалилася після голосування в Сенаті. 14 липня Ліга також висловила бажання провести дострокові вибори, у той час як Демократична партія зобов'язалася запобігти краху уряду. 16 липня 11 мерів направили Драґі листа з проханням відкликати свою відставку і залишитися прем'єр-міністром; До 19 липня їх кількість збільшилася майже до двох тисяч. 

## Вотум довіри уряду Драгі

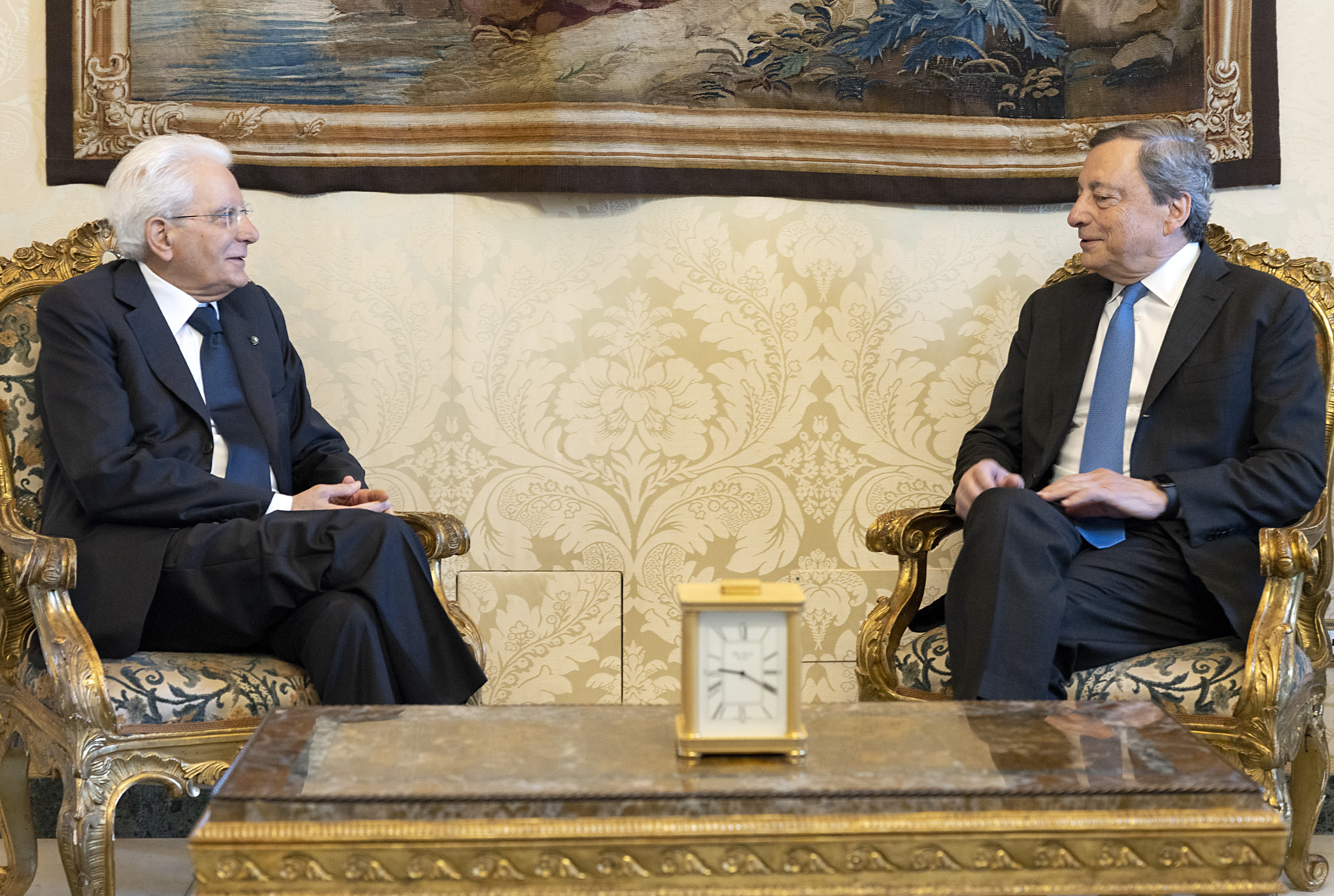
Драґі оголошує про свою відставку президентові Маттареллі

20 липня Драґі звернувся до Сенату, знову заявивши про свою підтримку Європейського Союзу, НАТО та Україні. і заявивши, що необхідно довести до кінця розпочаті його урядом економічні та судові реформи.  Він також заявив, що повністю сповнений рішучості інвестувати більше у відновлювані джерела енергії та екологічно чисті проєкти і що він має намір зберегти дохід громадян, хоч і з деякими змінами. Втім його промова звучала не як звернення до парламентарів, а як дорікання неслухняним і капризним дітям у дитсадочку. Вперше італійці почули, що чемний і вихований банкір Маріо Драґі вміє підвищувати голос – причому робив це, звертаючись до депутатів урядової коаліції. 
Він буквально кричав на фракцію "5 зірок" та на лідера партії "Ліга" Маттео Сальвіні, який до того постійно зривав роботу парламенту, блокуючи кадастрову реформу та зміну системи дозволів на управління пляжами, який, попри участь своєї партії в коаліції – підігрував опозиційним праворадикалам з партії "Брати Італії". Зрештою, навіть того дня Сальвіні відкрито симпатизував антиурядовій демонстрації таксистів, які страйкували і перешкоджали нормальному руху транспорту у столиці. 
Тема війни в Україні стала також фінальним акордом його промови: "Як сказав мені вчора під час телефонної розмови президент Зеленський: "Єдиний спосіб захистити Україну – це озброїти її" і я його повністю підтримую" — заявив прем'єр-міністр.
Драґі все ж попросив сенаторів відкласти убік свої розбіжності та забезпечити підтримку та стабільність його уряду. Після обговорення в Сенаті уряд запросив вотум довіри.
В той же день все ж Ліга та Вперед, Італія оголосили, що вони будуть голосувати разом з Рухом проти уряду, заявивши, що після відмови Р5З брати участь у вотумі довіри в попередній четвер більшість була надто розділена, щоб кабінет міг бути ефективним. Через утрималися правоцентристської коаліції і Р5З вотум довіри пройшов лише за 95 "за" і 38 "проти". 
Треба зауважити, що принцип голосування у Сенаті Італії відмінний від того, що діє в українському парламенті. Для ухвалення рішення достатньо більшості не від загального числа депутатів і навіть не більшості від присутніх депутатів – а лише більшості від тих, хто голосував. 
Наступного дня Драґі знову подав у відставку. Президент Матарелла прийняв його відставку і попросив залишитися на посаді, щоб займатися поточними справами.  21 липня Матарелла офіційно розпустив парламент, і дострокові вибори було призначено на 25 вересня 2022 року. On 21 July, Mattarella officially dissolved the Parliament and snap elections were called for 25 September 2022..